# Dumbrăveni
Dumbrăveni (abans de 1945 Ibașfalău; en alemany: Elisabethstadt; en Dialecte saxó: Eppeschdorf; hongarès: Erzsébetváros) és una ciutat al nord del comtat de Sibiu, al centre de Transsilvània, al centre de Romania. La ciutat administra dos pobles, Ernea (Ehrgang; Argung; Szászernye) i Șaroș pe Târnave (Scharosch; Šuerš; Szászsáros).
Dumbrăveni es troba a la vora del riu Târnava Mare, 20 km (12 mi) a l'est de la ciutat de Mediaș, la segona ciutat més gran del comtat, i 77 km (48 mi) al nord-est de Sibiu, la seu del comtat. Es troba a l'altiplà de Transsilvània, a la frontera amb el comtat de Mureș, a mig camí entre Mediaș i Sighișoara.
La ciutat la travessa la la carretera nacional DN14 que connecta Sibiu amb Sighișoara per la seva vora sud. També hi ha una estació de tren que dona servei a la línia 300 de la xarxa CFR, que connecta Bucarest amb la frontera hongaresa prop d'Oradea.
El jaciment de gas Șaroș està situat al territori de Dumbrăveni.
Segons el cens del 2011, el 71,1% dels habitants eren romanesos, el 18,4% gitanos, el 9,2% hongaresos i l'1% alemanys.

## Fills il·lustres
- Virgil Atanasiu
- Árpád Szabó

## Educació

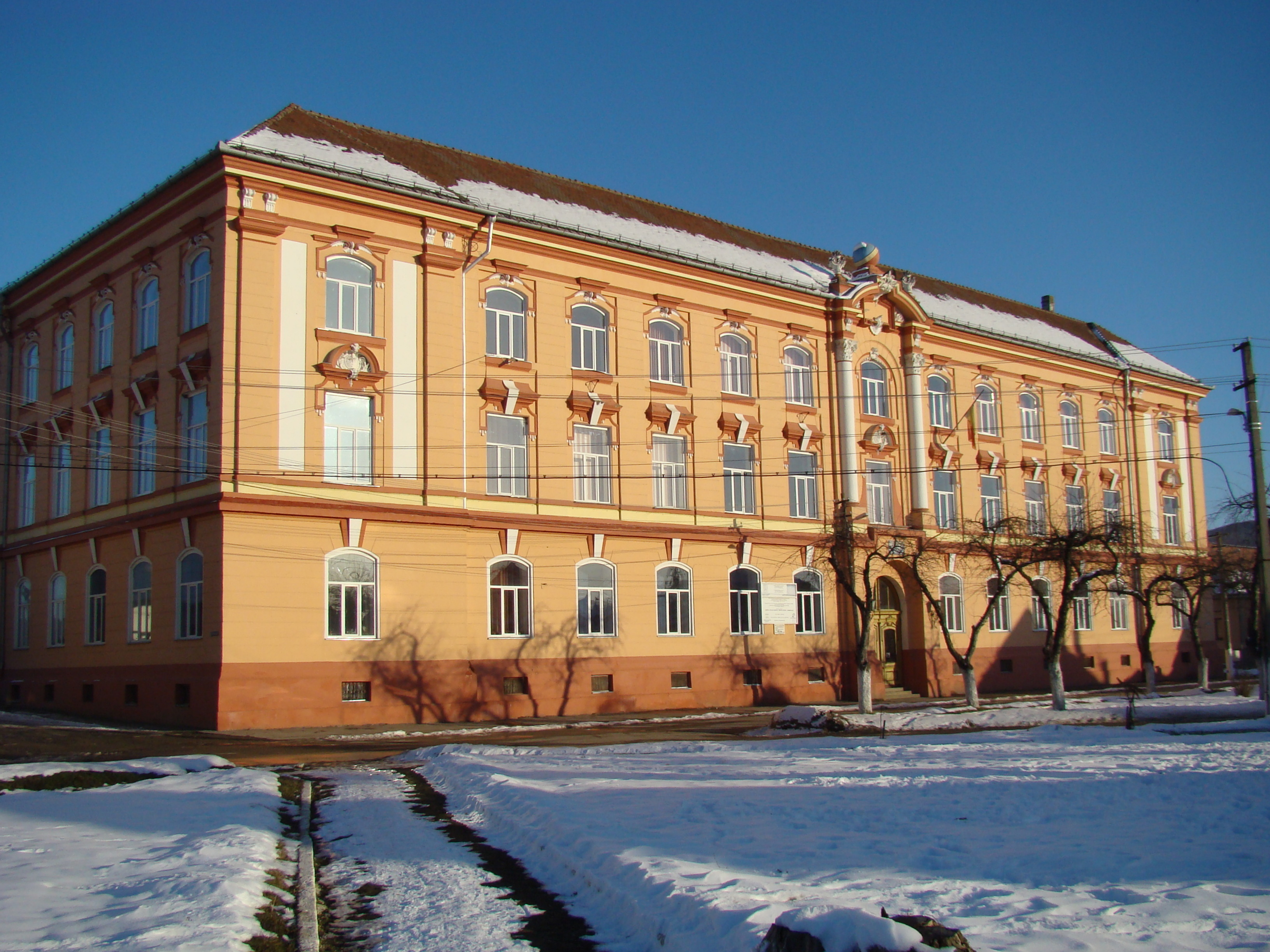
Institut Timotei Cipariu de Dumbrăveni

Hi ha dues escoles secundàries en aquesta ciutat: l'institut teòric Dumbrăveni i l'institut Timotei Cipariu.

## Galeria d'imatges

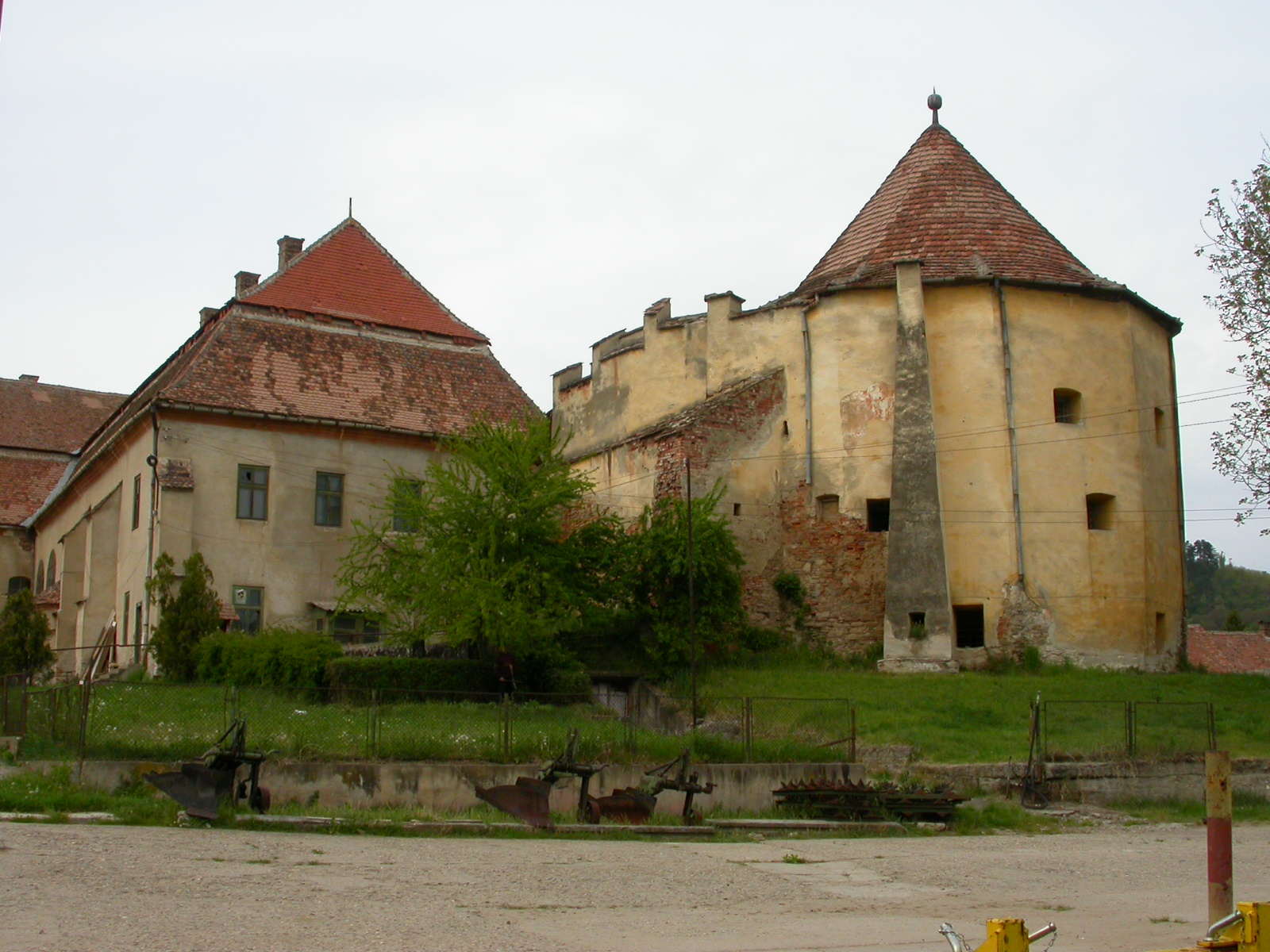
Castell Apafi
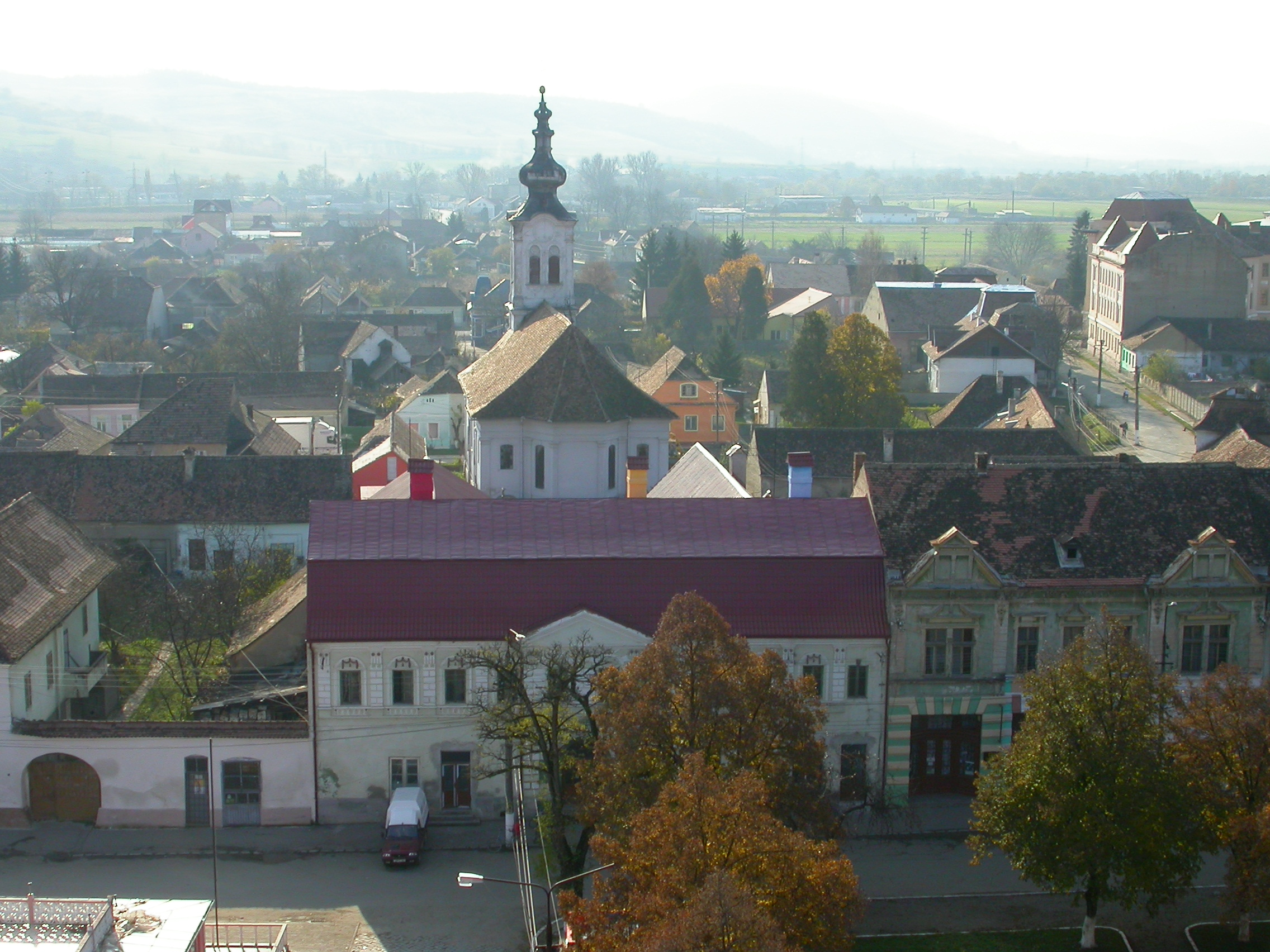
Església catòlica romana
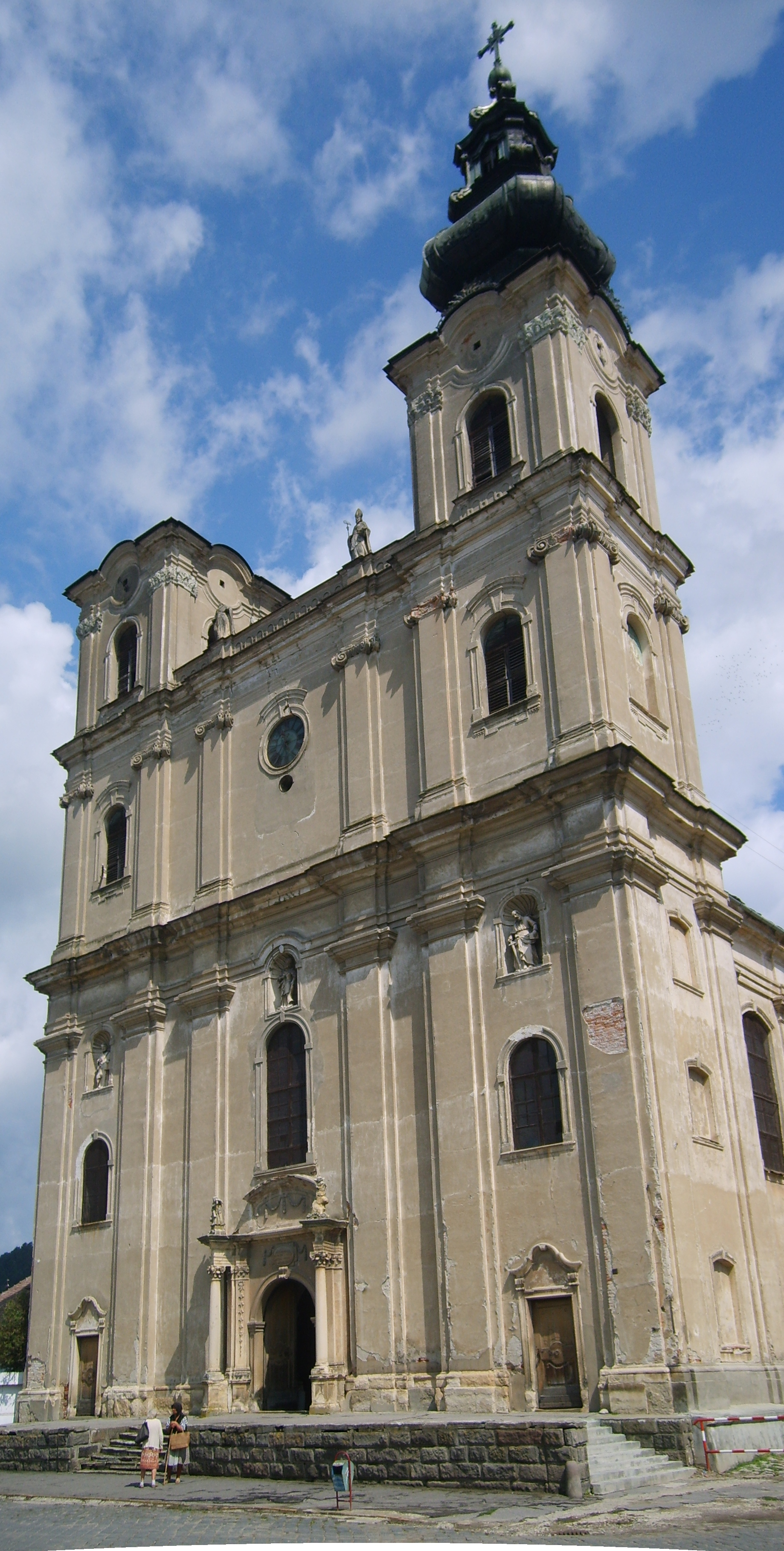
Església catòlica armènia a la plaça principal de Dumbrăveni
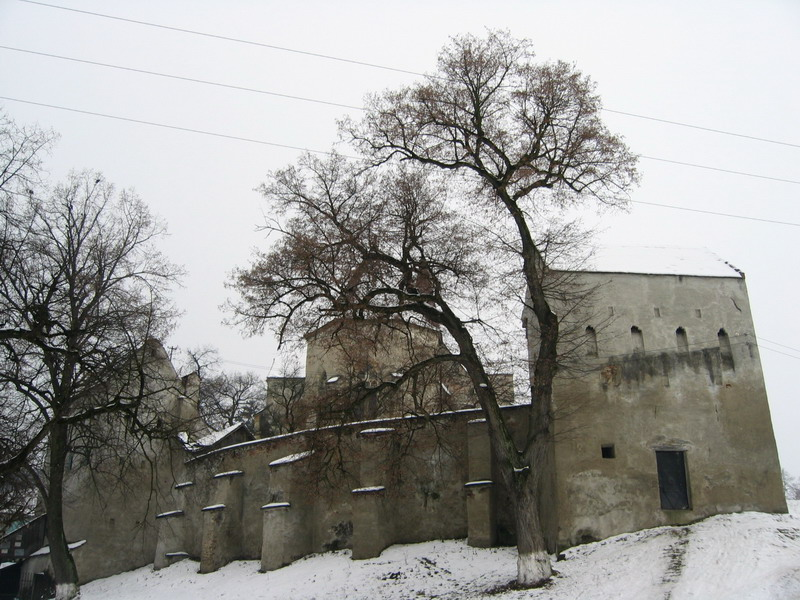
Església fortificada del poble de Șaroș pe Târnave